# Kolikjogan
Der Kolikjogan (russisch Коликъёган; auch Kolekjogan, Kolikjegan) ist ein 457 Kilometer langer rechter Nebenfluss des Wach im Westsibirischen Tiefland in Russland.

## Verlauf
Der Kolikjogan entspringt in etwa 140 m im Wasserscheidebereich des Sibirischen Landrückens (Sibirskije Uwaly) unweit der Grenze zum Autonomen Kreis der Jamal-Nenzen und durchfließt in südlicher bis südwestlicher Richtung, immer auf dem Territorium des Autonomen Kreises der Chanten und Mansen/Jugra, die Taigalandschaft des Westsibirischen Tieflandes. Das Gebiet ist äußerst sumpfig und seenreich, der Fluss mäandriert stark. Er mündet schließlich in 40 m Höhe bei der Siedlung Ust-Kolekjogan, knapp 100 km östlich der Großstadt Nischnewartowsk in den rechten Ob-Nebenfluss Wach.
Die wichtigsten Nebenflüsse sind Lungjogan, Ai-Kolikjogan und Jokkanjogan von links sowie Ochogrigol und Wontyrjogan von rechts.

## Hydrographie
Das Einzugsgebiet des Kolikjogan umfasst 12.200 km². Im Unterlauf erreicht der Fluss eine Breite von gut 100 m bei einer Tiefe von mehr als 2 m; die Fließgeschwindigkeit beträgt hier 0,7 m/s.
Der Fluss gefriert von Ende Oktober bis Mai, worauf ein relativ lang andauerndes Hochwasser folgt. Die Wasserführung des Kolikjogan am Mittellauf, bei der Siedlung Kolekjogan 176 km oberhalb der Mündung beträgt im Jahresdurchschnitt 65,1 m³/s bei einem Minimum von 32,4 m³/s im März und einem Maximum von 175 m³/s im Juni.

## Infrastruktur
Der Fluss ist auf 253 km ab der Anlegestelle Podbasa schiffbar.
Im vom Kolikjogan durchflossenen Gebiet gibt es kaum ständige Bewohner. Die einzigen Ortschaften am Fluss sind Kolekjegan am Mittellauf mit 46 und Ust-Kolekjogan an der Mündung mit 24 Einwohnern. Beide gehören zur Landgemeinde Wachowsk; die Siedlung Wachowsk selbst liegt am Wach gut 30 km Luftlinie oberhalb (östlich) der Einmündung des Kolikjogan. Ein großer Teil des Einzugsgebietes des Flusses wurde jedoch im Rahmen der Ausweitung der Erdöl- und Erdgaserkundung und -förderung in den östlichen Teil des Autonomen Kreises, ausgehend von den Zentren Nischnewartowsk am Ob und Raduschny am Agan verstärkt seit den 1980er-Jahren von Pipelines und (teils temporären) Fahrwegen durchzogen; es existiert eine Reihe von Versorgungsbasen und Arbeitercamps.